# 小岭乡
小岭乡，是中华人民共和国甘肃省临夏回族自治州永靖县下辖的一个乡镇级行政单位。

## 行政区划
小岭乡下辖以下地区：
朵坪村、大路村、旭坪村、土门村、小岭村和沟滩村。